# Expérgo
Expérgo è il primo EP del girl group sudcoreano Nmixx, pubblicato nel 2023.

## Tracce
1. Young, Dumb, Stupid – 3:10
2. Love Me Like This – 3:08
3. Paxxword – 3:12
4. Just Did It – 2:58
5. My Gosh – 3:36
6. Home – 2:40